# Система Станіславського

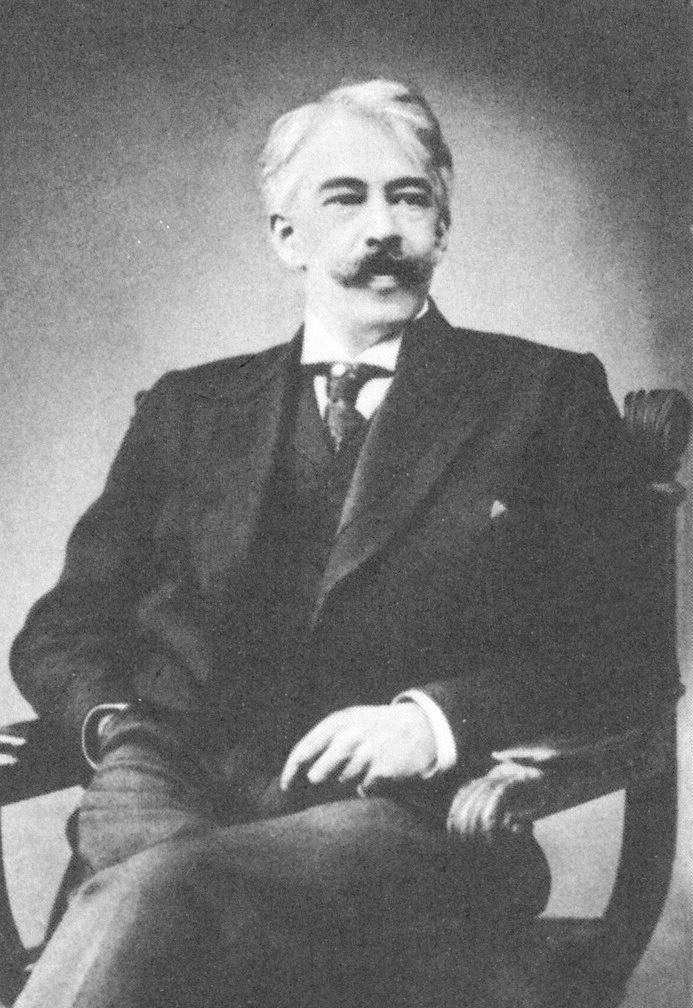
Костянтин Станіславський

Система Станісла́вського — теорія сценічного мистецтва, методу акторської техніки. Її розробив російський режисер, актор, педагог і театральний діяч Костянтин Сергійович Станіславський в період з 1900 по 1910 роки. У системі вперше вирішується проблема свідомого осягнення творчого процесу створення ролі, визначаються шляхи перевтілення актора в образ. Метою є досягнення повної психологічної достовірності акторської гри. Ця театральна школа не є єдиною. Окрім системи Станіславського, у сучасному Театрі, також виділяють Школу Осторонення Бертольда Брехта, також відому як Театр Маріонеток Бертольда Брехта, школу Камеді Францез (фр.: La Comédie Française), американську сукупність прийомів на кшталт «гра своєю людиною» та ін.
В основі системи лежить поділ акторської гри на три технології: ремесло, подання і переживання.
- Ремесло за Станіславським засноване на використанні готових штампів, за якими глядач може однозначно зрозуміти, які емоції має на увазі актор.
- Мистецтво подання засноване на тому, що в процесі тривалих репетицій актор відчуває справжні переживання, які автоматично створюють форму прояви цих переживань, але на самому спектаклі актор ці почуття не відчуває, а лише відтворює форму, готовий зовнішній малюнок ролі.
- Мистецтво переживання — актор в процесі гри відчуває справжні переживання, і це народжує життя образу на сцені.

Система повною мірою описана в книзі Станіславського «Робота актора над собою», яка вийшла у світ в 1938 році.
Сам автор зазначав, що розробив свою систему, спостерігаючи за роботою талановитих артистів, за для того, аби допомогти менш талановитим досягти того ж рівня виконання. Розроблена Станіславским система беззаперечно є найглибшою та всеохопною проміж усіх інших теорій театрального мистецтва. Сам Станіславський, зокрема, висловлювався про свою систему так: «Мистецтво переживання ставить в основу свого вчення принцип натуральної творчості самої природи за природними законами, нею самою встановленими» та «Є одна система — органічна творча природа. Іншої системи немає».